# Tânger-Arzila
Tânger-Arzila é uma prefeitura de Marrocos, pertencente administrativamente à região de Tânger-Tetuão-Al Hoceima. Tem uma área de 952 km² e uma população de 1 065 601 habitantes (em 2014). Tem como capital a cidade de Tânger. 

## Clima
O clima é quente e temperado. A classificação do clima é Csa de acordo com Köppen e Geiger. 17,9 °C é a temperatura média. 762 mm é a pluviosidade média anual.

## Demografia

### Evolução populacional
| 1994    | 2004    | 2014      |
| ------- | ------- | --------- |
| 591 858 | 786 961 | 1 065 601 |

## Organização administrativa
Tânger-Arzila está dividida em três Municípios, quatro distritos e dois círculos (que por sua vez se dividem em nove comunas).

### Os municípios
Os municípios são divisões de caráter urbano.
| Municípios | Área (em km²) | Habitantes em 2014 |
| ---------- | ------------- | ------------------ |
| Tânger     |               | 947 952            |
| Arzila     | 34,1          | 31 147             |
| Gueznaia   |               | 23 601             |

#### Os distritos
Alguns municípios dividem-se em distritos.
| Distrito      | Municípios | Habitantes em 2014 |
| ------------- | ---------- | ------------------ |
| Bni Makada    | Tânger     | 386 191            |
| Tânger-Medina | Tânger     | 243 082            |
| Charf-Mghogha | Tânger     | 201 122            |
| Charf-Souani  | Tânger     | 117 557            |

### Os círculos
Os círculos são divisões de caráter rural, que por sua vez se dividem em comunas.
| Círculos    | Habitantes (em 2014) | Comunas |
| ----------- | -------------------- | --- |
| Arzila      | 53 109               | Al Manzla, Aquouass Briech, Sebt Azzinate, Dar Chaoui, Sahel Chamali, Sidi Lyamani, Had Al Gharbia, Laaouama |
| Hjar Enhhal | 9 792                | Hjar Enhhal                                                                                                  |

#### As comunas
As comunas são divisões de caráter rural, que se agrupam em círculos.
| Comuna          | Círculo     | Área (em km²) | Habitantes em 2014 |
| --------------- | ----------- | ------------- | ------------------ |
| Al Manzla       | Arzila      | 78            | 2 650              |
| Aquouass Briech | Arzila      | 59            | 4 993              |
| Sebt Azzinate   | Arzila      | 60            | 5 153              |
| Dar Chaoui      | Arzila      | 90            | 4 303              |
| Sahel Chamali   | Arzila      | 82            | 5 358              |
| Sidi Lyamani    | Arzila      | 75            | 10 365             |
| Had da Garbía   | Arzila      | 103           | 12 274             |
| Laaouama        | Arzila      | 40            | 8 013              |
| Hjar Enhhal     | Hjar Enhhal | 120           | 9 792              |

## Presença portuguesa em Marrocos
A cidade de Tânger fez parte do Império Português entre 1471 e 1662. Também a cidade de Arzila fez parte do Império entre 1471 e 1550 e novamente entre 1577 e 1589.